# Seine kokette Frau
Seine kokette Frau è un film muto del 1916 diretto da Hubert Moest. Fu uno dei primissimi film interpretati da Reinhold Schünzel.

## Produzione
Il film fu prodotto da Franz Vogel per la Eiko Film GmbH.

## Distribuzione
Con un visto di censura del luglio 1916, uscì in prima a Berlino nel settembre 1916.